# Adolf Stern (konstnär)
Adolf Stern, född 23 juli 1881 i Stockholm, död 29 augusti 1967 i Trosa, var en svensk skulptör, medaljkonstnär och författare.
Han var son till direktören Emil Stern och Anna Fredrika Wilhelmina Ekenström och från 1918 gift med Ruth Hallin. Efter avlagd studentexamen vid Beskowska skolan 1900 studerade Stern vid skulpturavdelningen vid Althins målarskola  1900–1901 och vid Konstakademien 1901–1902 samt genom studieresor till Tyskland, Nederländerna och Belgien. Han var bosatt och verksam i Paris 1902–1909. Separat ställde han ut på Gummesons konsthall 1918 och tillsammans med Anna Berglund ställde han ut på Gummesons konsthall 1932. Han var representerad i utställningen Nordisk Medaillekunst efter 1914 som visades i Köpenhamn 1953. Hans konst består av modellerade porträtt, gravmonument, reliefer, medaljer och småskulpturer. Han utgav 1948 diktsamlingen Från skilda år.